# Râul Zeletin, Bâsca Chiojdului
Râul Zeletin este un curs de apă, afluent al râului Bâsca Chiojdului. 

## Hărți
- Harta Județului Prahova